# My Bonnie
My Bonnie (Lies Over the Ocean) ist ein traditioneller schottischer Folksong, der erstmals 1882 von Charles E. Pratt als Bring Back My Bonnie to Me veröffentlicht wurde. Das Stück entwickelte sich zu einem Evergreen und wurde u. a. 1961 von Tony Sheridan und den frühen Beatles aufgenommen.

## Entstehungsgeschichte
Der Ursprung des Lieds ist ungewiss; sicher ist, dass sein Titel einige Verwandlungen erfahren hat. Es wird in der Literatur angenommen, dass es erstmals ab dem 16. April 1746 über Charles Edward Stuart (genannt „Bonnie Prince Charlie“) nach der Niederlage in der Schlacht bei Culloden gesungen wurde. Send Back My Barney to Me wurde etwa 1860 von Harry Clifton geschrieben und veröffentlicht, enthält jedoch einen anderen Text. Im Juli 1872 wird das Lied in dem New Prize Medal Song Book als #9 geführt. In gedruckter Form erschien der Song erstmals am 15. Januar 1881 in der 2. Auflage von William H. Hills’ Students’ Songs (Cambridge/Massachusetts) unter dem Titel My Bonnie (S. 9). Das noch unbekannte Studentenlied wurde dann erstmals 1882 von Pratt unter dem Pseudonym „J. T. Woods“ und „H. J. Fulmer“ in der Phase der Tin Pan Alley unter dem Titel Bring Back My Bonnie to Me durch den Musikverlag T. B. Harms & Co. veröffentlicht.
Textlich geht es um eine Frau, die vom Tod ihres auf See befindlichen Partners träumt („lies over the ocean“) und ihn sehr vermisst („bring back my Bonnie to me“). Die von ihr herbeigewünschten Seewinde („the winds have blown over the ocean“) bringen ihn schließlich zurück. ‚Bonnie‘ bedeutet auf schottisch ‚hübsch‘ und ist meist ein weiblicher, selten ein männlicher Vorname.

## Erste Schallplattenaufnahmen

Alma Gluck – Bring Back My Bonnie to Me (1918)
Ella Logan – My Bonnie Lies Over the Ocean (1938)
Ella Fitzgerald – My Bonnie Lies Over the Ocean (1952)
The Beatles – My Bonnie (US-Single, 1964)

Es dauerte Jahrzehnte, bis die Musikindustrie das gängige Lied aufgriff. Dabei fällt die Titelvielfalt auf, die den verschiedenen Bearbeitungen zugrunde lag. Das Haydn Quartet startete als erste Band mit dem Titel Bring Back My Bonnie to Me (aufgenommen am 14. November 1900; Victor A-123), gefolgt von den Leake County Revelers mit My Bonnie Lies Over the Ocean (25. Oktober 1927; Columbia 15227-D). Die Sopranistin Alma Gluck entschied sich für Bring Back My Bonnie to Me (11. September 1918; Victrola 64793), Ella Logan wählte My Bonnie Lies Over the Ocean (17. Juli 1938; Brunswick 8196; Rang 8 der US-Pophitparade), unter demselben Titel übernahmen die Mobile Strugglers das Lied (18. Juli 1954; AmSkBa), Ella Fitzgerald unter My Bonnie Lies Over the Ocean (11. August 1952; Decca 28375). Ray Charles brachte My Bonnie als B-Seite von You Be My Baby heraus (20. Februar 1958; Atlantic 1196, veröffentlicht erst im August 1958), Duane Eddy verwendete bei seiner Instrumentalfassung den Titel Bonnie Came Back (Februar 1960; GB-12). Es folgten Bobby Darin (LP Bobby Darin Sings Ray Charles; 7. November 1961, veröffentlicht im März 1962), Bing Crosby (21. Juni 1962), J.B.O. entschied sich für My Bonnie (September 1995). My Bonnie kam als Liedform im gleichnamigen Kinofilm vor, der am 15. September 1925 Premiere hatte. Da das Lied gemeinfrei ist, darf es von jedem bearbeitet, gecovert oder übersetzt werden, und jeder Bearbeiter darf seinen Namen als Autor angeben.

## Version der Beatles

Tony Sheridan & The Beat Brothers – My Bonnie (1961)

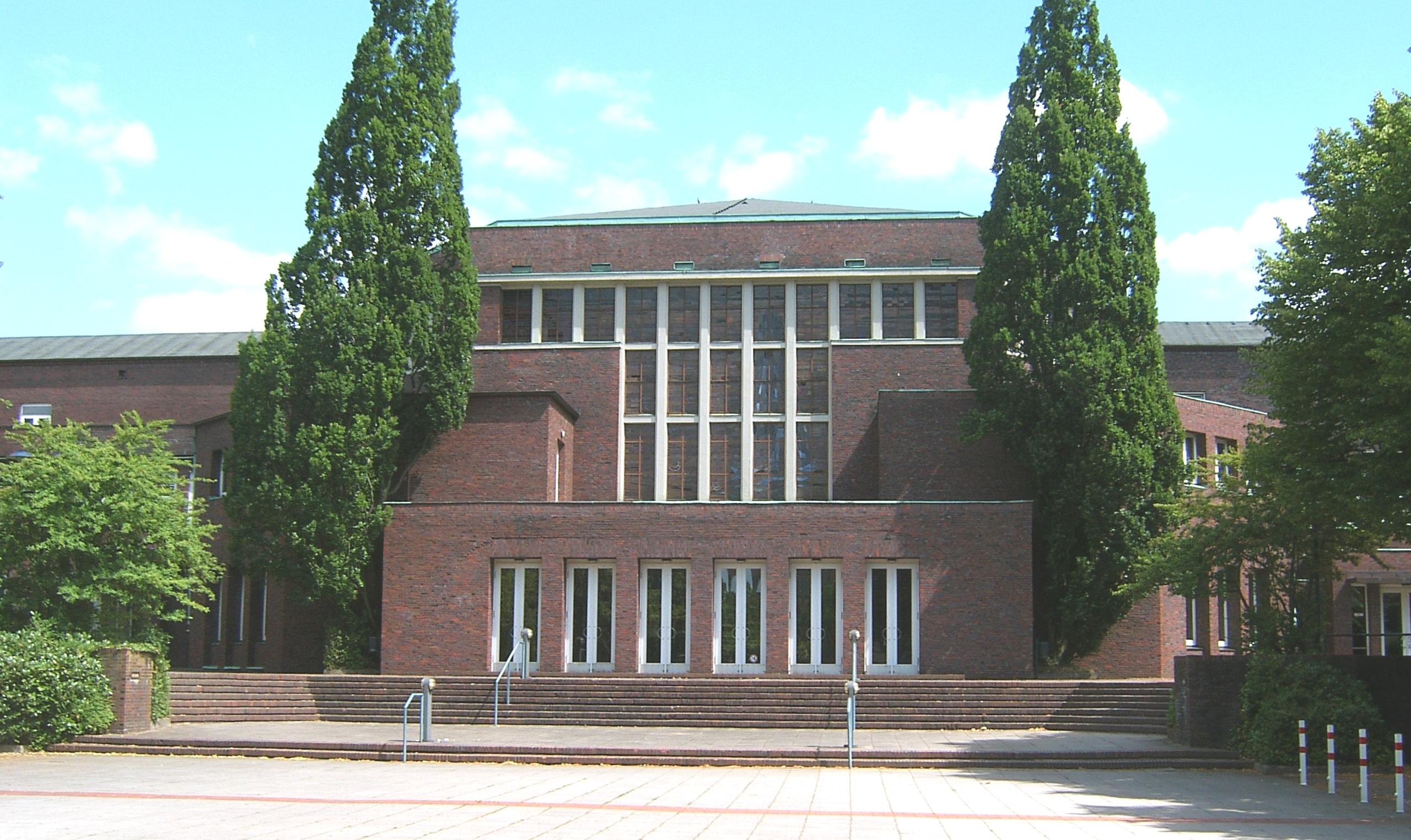
Friedrich-Ebert-Halle

Der Polydor-Musikproduzent Bert Kaempfert plante Musikaufnahmen mit Tony Sheridan und fand als Begleitgruppe die in Hamburg auftretende Liverpooler Beatband The Beatles. Die Gruppe hatte sich die Ray-Charles-Fassung zum Vorbild genommen und My Bonnie bereits mehrmals bei ihren Auftritten im Hamburger Top Ten Club gespielt.
My Bonnie wurde am 22./23. Juni 1961 in der Friedrich-Ebert-Halle mit einem tragbaren Zweispur-Tonbandgerät aufgenommen, die Produktionsleitung übernahm Bert Kaempfert, Toningenieur war Karl Hinze.
Die Aufnahmen entstanden in folgender Besetzung:
- Tony Sheridan: Rhythmusgitarre, Leadgitarre, Gesang
- John Lennon: Hintergrundgesang, Händeklatschen
- Paul McCartney: Bass, Hintergrundgesang
- George Harrison: Leadgitarre, Rhythmusgitarre
- Pete Best: Schlagzeug

Bei My Bonnie spielte George Harrison zwar Leadgitarre, doch Tony Sheridan übernahm das Gitarrenintro und das Gitarrensolo. Stuart Sutcliffe verließ die Beatles bereits vor den Aufnahmen im Juni 1961. Für die Aufnahmesession als Begleitband von Sheridan bekamen die Beatles jeweils 175 Mark (kaufkraftbereinigt in heutiger Währung: rund 480 Euro).
Die Erinnerungen der Beatles waren im Nachhinein eher negativ:

Paul McCartney: „Sie fanden unseren Namen nicht gut und verlangten, dass wir uns in ‚The Beat Brothers‘ umbenannten, das sei für das deutsche Publikum leichter zu verstehen.“

John Lennon: „Als wir das Angebot bekamen, dachten wir, alles sei ganz einfach […] aber die Leute mochten unsere Platten [Lieder] nicht, sie zogen My Bonnie vor. Tony Sheridan sang und wir schrammelten im Hintergrund herum. Furchtbar! Das konnte jeder spielen.“
Am 23. Oktober 1961 wurde die Single My Bonnie (My Bonnie Lies Over the Ocean) / The Saints (When the Saints Go Marching In) (Polydor 24 673) unter dem Namen Tony Sheridan & The Beat Brothers veröffentlicht und erreichte Rang 5 in der deutschen Hitparade; es wurden 100.000 Singles in Deutschland verkauft. My Bonnie hat ein Intro in deutscher Sprache und auf der Schallplattenhülle wurde lediglich Tony Sheridan erwähnt. Eine weitere Version erschien in Deutschland im Januar 1962, ebenfalls bei Polydor (mit identischer Katalognummer), sie enthält ein englisches Intro. In Großbritannien kam die Single erst am 5. Januar 1962 auf den Markt und konnte sich dort nur auf Rang 48 in den Charts platzieren. Die britische Version führt auf dem Label als Interpreten „Tony Sheridan & The Beatles“ auf, somit wurden die Beatles hier als Künstler erstmals auf einer Schallplatte erwähnt. Der spätere Beatles-Manager Brian Epstein orderte 200 Stück für seinen Liverpooler Plattenladen NEMS. In den USA kam die Platte erst am 27. Januar 1964 während der British Invasion (MGM K 13213) auf den Markt, gelangte am 8. Februar 1964 bis auf Rang 26 und verkaufte dort 300.000 Exemplare. Insgesamt verkaufte sich die Single weltweit über eine Million Mal bis 1964.

## Rezeption
My Bonnie machte zunächst eine Wandlung vom Studentenlied über das Kinderlied zum Shanty durch, bevor es von der Popmusik entdeckt wurde. Dort fand es stilübergreifend Verwendung, von Old-Time Music (Vorläufer der Country-Musik; Leake County Revelers) über Jazzversionen (Ella Fitzgerald), Rhythm and Blues (Ray Charles) bis hin zu Rock ’n’ Roll (Beatles). Auch DJ Ötzi kam an diesem Evergreen nicht vorbei (April 2001). Insgesamt bestehen mindestens 44 Versionen.